# Jorge Velandia
Jorge Luis Velandia Macías (Caracas, 12 de enero de 1975) es un ex campocorto de las Grandes Ligas de Béisbol.Jugó con los Padres de San Diego (1997), los Atléticos de Oakland (1998-2000), los Mets de Nueva York (2000-2003), los Devil Rays de Tampa Bay (2007), los Blue Jays de Toronto (2008) y los Indios de Cleveland (2008). 

## Como jugador
Nació en Caracas y cursó estudios en el Colegio Claret, de El Hatillo. 
Inició su carrera en el béisbol cuando fue firmado por las Águilas del Zulia en 1992, Posteriormente fue cambiado a los Tiburones de La Guaira en la temporada 1998-99 junto a Cristóbal Colón y el jardinero Felipe Jiménez, en un cambio que incluyó a Alejandro Prieto, Rafael Álvarez y el lanzador Juan Carlos Moreno.
El 1° de diciembre de 2006, los Tampa Bay Rays firmaron a Velandia con un contrato de ligas menores y una invitación a los entrenamientos de primavera.Su primer jonrón en las Grandes Ligas, que fue un grand slam, llegó el 25 de septiembre de 2007.
En diciembre de 2007, Velandia firmó un contrato de ligas menores con los Piratas de Pittsburgh,quienes lo liberaron el 29 de marzo de 2008, y firmó con los Azulejos de Toronto dos días después. Comenzó la temporada 2008 jugando para los Syracuse Chiefs, la filial Triple-A de los Blue Jays. El 7 de mayo, los Azulejos compraron su contrato y lo agregaron a la lista activa. El 16 de mayo, fue designado para asignación y rechazó una asignación absoluta el 19 de mayo, convirtiéndose en agente libre. Velandia firmó con los Indios de Cleveland el 26 de mayo de 2008 y fue asignado a su filial Triple-A, los Buffalo Bisons.
Fue convocado el 12 de junio para sustituir al lesionado Josh Barfield (quien también había sido convocado recientemente, por Asdrúbal Cabrera).  Cabrera regresó un mes después y Velandia fue enviado de regreso a Buffalo. Posteriormente, fue traspasado a los Tampa Bay Rays, el 31 de agosto.El 22 de enero de 2009, Velandia firmó un contrato de ligas menores con los Filis de Filadelfia.
Velandia fue el capitán de Tiburones de La Guaira en la Liga Venezolana de Béisbol Profesional hasta su retiro del servicio activo en enero de 2010. Velandia fue refuerzo de los Tigres de Aragua en la final de 2005, obteniendo su único anillo de campeón.

## Como entrenador y gerente
Después de trabajar para los Filis de Filadelfia como coordinador asistente de campo de ligas menores, fue anunciado como entrenador asistente de los Filis, por la renuncia del ex gerente Ryne Sandberg el 26 de junio de 2015 
El 22 de diciembre de 2020, los Filis nombraron a Velandia como subdirector general del equipo bajo la dirección de Sam Fuld. El 19 de diciembre de 2022, los Filis extendieron el contrato de Velandia hasta la temporada 2025.